# CAT-iq
CAT-iq står för Cordless Advanced Technology-internet and quality. CAT-iq är en telekommunikationsstandard ratificerad 2007 av DECT-forum och kan ses som en vidareutveckling av DECT.
Nya möjligheter hos CAT-iq är dataöverföring, central telefonbok samt bättre ljudkvalitet än med dagens DECT-telefoner. Funktioner som har funnits länge via proprietära tilläggsprotokoll till DECT från bland annat Ascom men som nu blivit offentlig standard.